# 9a edició dels Premis Sant Jordi de Cinematografia
La 9a edició dels Premis Sant Jordi de Cinematografia (aleshores oficialment Premios San Jorge) va tenir lloc el 16 d'octubre de 1965, patrocinada pel "Cine Forum" de RNE a Barcelona dirigit per Esteve Bassols Montserrat i Jordi Torras i Comamala. Aquesta fou la tercera edició que l'entrega va coincidir amb la VII Setmana Internacional del Cinema en Color, celebrat juntament amb el Sonimag al recinte de la Fira de Barcelona. Els premis es van conèixer el dia 7.

## Premis Sant Jordi
| Categoria                      | Premiat            | Labor premiada |
| ------------------------------ | ------------------ | -------------- |
| Millor pel·lícula espanyola    | La tía Tula        | Pel·lícula     |
| Millor pel·lícula estrenada    | Amèrica, Amèrica   | Elia Kazan     |
| Millor interpretació espanyola | Aurora Bautista    | La tía Tula    |
| Millor interpretació           | Peter O'Toole      | Becket         |
| Millor sala de Barcelona       | Cine Alexandra     | -              |
| Millor Cine Club de Catalunya  | Cine Club Vic      | -              |
| Premi Especial del Jurat       | Franco, ese hombre | -              |